# Unyanyembe
Unyanyembe is een plaats in Tanzania in de regio Shinyanga. In de 19e eeuw was Unyanyembe betrokken bij de slavenhandel via Zanzibar.
In Unyanyembe gingen David Livingstone en Henry Morton Stanley na hun ontmoeting voor de laatste keer uit elkaar.